# Jont Birgit Rundgren
Jont Birgit Rundgren, född Nilsson 10 juni 1925 i Skålö i Västerdalarna, död 12 maj 2018 i Uppsala, var en svensk sångare (sopran) och författare.
Rundgren studerade för Adelaide von Skilondz och Ragnar Hultén vid Kungliga Musikhögskolan i Stockholm. Hennes repertoar omfattade mest visor, folkliga koraler, vallvisor och lockrop (kulning) från en levande tradition kring hembygden i Dalarna. Hon turnerade och spelade in flera skivor.
Ett samarbete med Bo Setterlind och Gunnar Hahn resulterade i skivan Hjärterovet.
Jont Birgit Rundgren skrev barnboken Kristina i Lappland med illustrationer av Erling Johansson. På Gidlunds förlag utgav hon böckerna Stannstan och Tonår.